# Caryomyia arcuata
Caryomyia arcuata är en tvåvingeart som beskrevs av Gagne 2008. Caryomyia arcuata ingår i släktet Caryomyia och familjen gallmyggor. Inga underarter finns listade i Catalogue of Life.